# Área arqueológica de Tourón

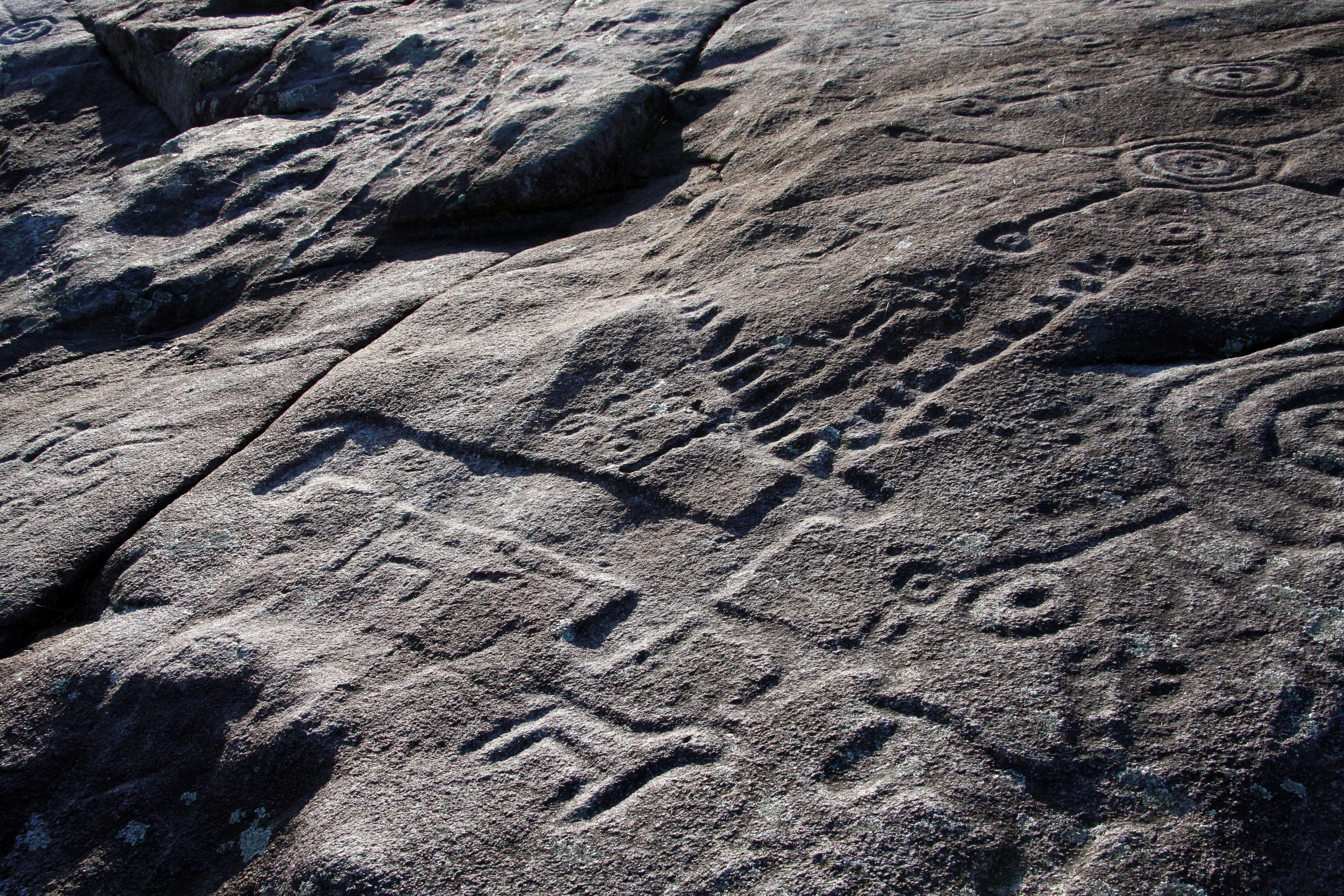
Detalle de Laxe das Cruces

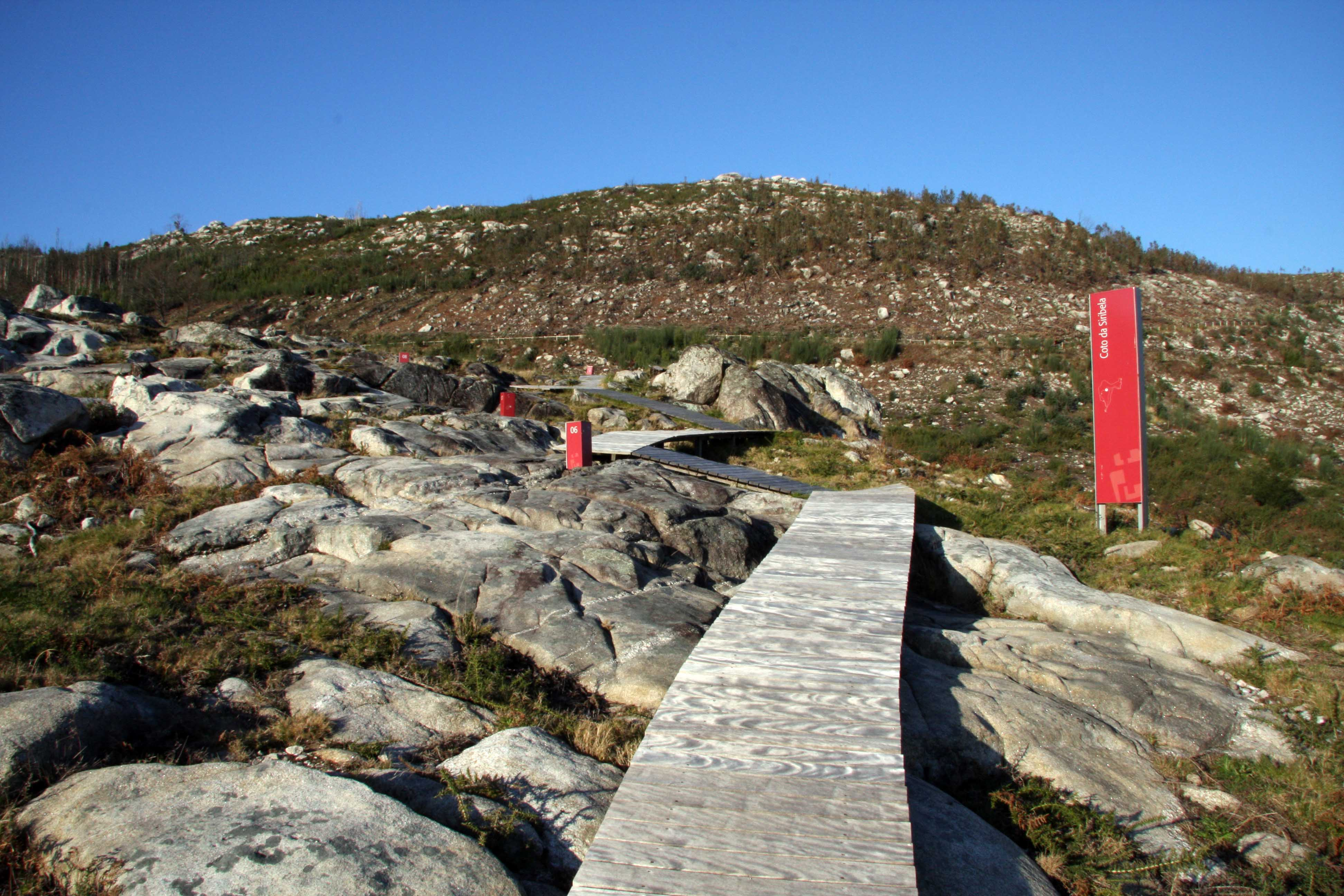
Coto da Siribela

El área arqueológica de Tourón es uno de los conjuntos de arte rupestre al aire libre más singulares de Galicia. Está situada en Tourón, una parroquia del ayuntamiento de Puentecaldelas, provincia de Pontevedra. Se trata de un enorme yacimiento de más de 150.000 metros cuadrados, compuesto por cinco estaciones de petroglifos y grabados sobre rocas. Forma parte del conjunto de arte rupestre de Terras de Pontevedra.
Según los investigadores, estos vestigios datan del final de la época del Neolítico y de la Edad de Bronce. Fueron realizados, por lo tanto, aproximadamente entre los años 3.000 y 2.000 A.C.
Los petroglifos que se encuentran en el interior del Área se caracterizan por la originalidad de las figuras representadas. Cazoletas, combinaciones circulares, zoomorfos, trísqueles y esvásticas son solo algunos de los motivos de estos grabados, que van desde paneles sencillos a, en algunos de los casos, composiciones extraordinariamente complejas para la época.

## Composición
Las cinco estaciones del área arqueológica de Tourón son: 
- Laxe das Cruces es el más destacado de todos los conjuntos del área. Presenta un numeroso y heterogéneo conjunto de motivos geométricos y naturalistas. Destaca una forma circular de la que salen radios o brazos que sobrepasan la línea exterior y acaban en círculos pequeños. Un gran ciervo, hecho a través de la técnica del rebajado, y otros animales forman una unidad compositiva con el resto de las figuras.
- Outeiro da Forcadela es uno de los conjuntos más sencillos, compuesto por círculos concéntricos y cazoletas interiores.
- Coto das Sombriñas aúna una serie de grabados animalistas y otra serie de trazos difícilmente identificables. Uno de estos petroglifos es conocido como el ‘banderillero’, debido a su similitud con esta profesión taurina. Representa una figura humana con los brazos en alto y armas en sus manos frente a un cuadrúpedo desprovisto de cornamenta y con una línea transversal sobre su lomo a modo de herida.
- Coto da Siribela es un conjunto en el que destaca el Orante y varias escenas de equitación. Además, presenta una espiral, varias cazoletas, un óvalo abierto con apéndice o  motivos originales como un par de líneas paralelas con círculos o combinaciones circulares.
- Nabal de Martiño contiene una de las escenas de caza mejor conservadas del área rupestre de Terras de Pontevedra, protagonizada por un gran ciervo macho con vaciado interior. En ella, un hombre armado irrumpe en medio de una manada de ciervos que beben en una poza, y que huyen espantados en todas las direcciones cuando aparece el cazador y clava sus lanzas a diestro y siniestro.

## Centro arqueológico
El centro arqueológico de Tourón, inaugurado en 2007, se creó con el objetivo de dar a conocer toda esta área arqueológica y servir como herramienta de interpretación. Cuenta con una exposición estable que ilustra cómo era la vida en el poblado que, según los investigadores, hubo en la zona. Además, analiza los lugares en donde se hicieron los petroglifos y las escenas y motivos que se representaban.